# Cuvierina urceolaris
Cuvierina urceolaris is een slakkensoort uit de familie van de Cavoliniidae. De wetenschappelijke naam van de soort is voor het eerst geldig gepubliceerd in 1850 door Mörch.